# الشترهایده
الشترهایده (به آلمانی: Elsterheide) یک شهر در آلمان است که در باوتسن واقع شده‌است. الشترهایده ۳٬۹۲۰ نفر جمعیت دارد.